# Красный Октябрь (Чишминский район)
Кра́сный Октя́брь (баш. Красный Октябрь) — деревня в Чишминском районе Республики Башкортостан Российской Федерации. Входит в состав Дмитриевского сельсовета. 

## География

### Географическое положение
Расстояние до:
- районного центра (Чишмы): 18 км,
- центра сельсовета (Дмитриевка): 4 км,
- ближайшей ж/д станции (Чишмы): 18 км.

## Население
| 2002 | 2009 | 2010 |
| ---- | ---- | ---- |
| 15   | ↘14  | ↘13  |

### Национальный состав
Согласно переписи 2002 года, преобладающие национальности —  украинцы (66 %), русские (27 %).